# Lonely Teardrops
| Оценки критиков | Оценки критиков |
| Источник        | Оценка          |
| --------------- | --------------- |
| AllMusic        | Без оценки      |

«Lonely Teardrops» — песня американского певца Джеки Уилсона. Вышла как сингл в 1958 году.
В США песня была на 1 месте ритм-н-блюзового чарта журнала «Билборд» и добралась до 7 места в Billboard Hot 100. В Великобритании сингл с ней был по продажам сертифицирован золотым.
В 2004 году журнал Rolling Stone поместил песню «Lonely Teardrops» в исполнении Джеки Уилсона на 308 место своего списка «500 величайших песен всех времён». В списке 2011 года песня находится на 315 месте.
Кроме того, песня «Lonely Teardrops» вместе с другой песней в исполнении Джеки Уилсона, — «(Your Love Keeps Lifting Me) Higher and Higher», — входит в составленный Залом славы рок-н-ролла список 500 Songs That Shaped Rock and Roll.
В 1999 году сингл Джеки Уилсона «Lonely Teardrops» (1958 год, Brunswick Records) был принят в Зал славы премии «Грэмми».

## Чарты
| Чарт              | Дата      | Наив. поз. |
| ----------------- | --------- | ---------- |
| Billboard Hot 100 | март 1958 | 7          |
| R&B               | март 1958 | 1          |

## В кино
- Исполнение песни Майклом Макдональдом в аранжировке Дональда Фейгена и сопровождении группы Steely Dan, записанное в 1991 году, в качестве саундтрека звучит в начале фильма «Покидая Лас-Вегас».